# Isaac and The Soul Company
Isaac and The Soul Company är en svensk soulgrupp från Stockholm bildad 2004. Huvudsångare i bandet är Isaac Kuritzén.

## Historia
År 2018 släpptes gruppens debutalbum Live at Cirkus. Följande år uppträdde de på Victoriakonserten på Öland. Deras jullåt "Finally Christmas" testades på Svensktoppen år 2018. Bandet var husband under Kristallen 2018 och 2019. Bandet har haft shower på bland annat Restaurang Trädgårn i Göteborg, Cirkus i Stockholm och finlandsbåten Viking Cinderella.

## Diskografi

### Album
- 2018 - Live at Cirkus
- 2020 - Sould Blowout - The Album
- 2022 - The American Soulbook

## Medlemmar
- Isaac Kuritzén - (sång)
- Jesper Naenfeldt - (gitarr)
- Henrik Liljequist - (trummor)
- Patrik Weiberg - (bas)
- Mattias Lejdal - (saxofon)
- Patrik Eriksson - (trumpet)
- Olle Hedström Berg - (trumpet)